# Sognsvann
Sognsvann (ali Sognsvannet) je jezero z obsegom 3,3 km severno od Osla na Norveškem.
Jezero, ki leži tik znotraj zelenega pasu okoli Osla, je priljubljeno rekreacijsko območje, ki se poleti uporablja kot destinacija za kampiranje, piknike in kopanje prebivalcev Osla, pa tudi destinacija za tek na smučeh, drsanje in ribolov na ledu pozimi. Pot okoli njega je vse leto namenjena sprehajanju ali teku. Nedaleč stran je nekaj kulturnih spomenikov, ki jih je vredno obiskati – med njimi rudniki in ostanki rude po pridobivanju železa, pa tudi »Švedski zid«, ki so ga v 19. stoletju postavili švedski vojni ujetniki.
Vsakoletni dogodek avgusta je plavanje in tek Sognsvanna kot del triatlona v Oslu.
Kolesarjenje po pešpoti okoli jezera je prepovedano; je pa temu namenjena kolesarska pot. Dostop do in okoli jezera je dober.
Del priljubljenosti jezera izvira iz njegovega enostavnega dostopa iz Osla; Postaja Sognsvann, ki je na južnem koncu jezera, je končna postaja na liniji 5 podzemne železnice Oslo.
Svartkulp ('Črni bazen'), majhno gozdno jezero, ki je ena od treh nudističnih plaž v Oslu, leži nekaj sto metrov vzhodno od Sognsvanna.
Nedre Blanksjø ('Spodnje sijoče jezero') je še manjše jezero nekaj sto metrov severno od Svartkulpa. Piramida, ki označuje geografsko središče občine in okrožja Oslo, je nameščena na vzhodni strani, poleg Ankerveiena.